# NGC 7798
NGC 7798 est une galaxie spirale située dans la constellation de Pégase. Sa vitesse par rapport au fond diffus cosmologique est de 2 050 ± 25 km/s, ce qui correspond à une distance de Hubble de 30,2 ± 2,2 Mpc (∼98,5 millions d'al). NGC 7798 a été découverte par l'astronome germano-britannique William Herschel en 1784.
NGC 7798 présente une large raie HI.
Selon la base de données astronomique NASA/IPAC, NGC 7798 est une galaxie à sursauts de formation d'étoiles (Starburst en anglais) et une possible galaxie LINER, c'est-à-dire une galaxie dont le noyau présente un spectre d'émission caractérisé par de larges raies d'atomes faiblement ionisés.
NGC 7798 forme une paire de galaxies avec NGC 7817 (UGC 19). Les deux galaxies sont approximativement séparées de 2 millions d'années-lumière.
NGC 7798 figure dans le catalogue de galaxies de Markarian sous la cote Mrk 332 (MK 332).
À ce jour, seule une mesure non basée sur le décalage vers le rouge (redshift) donne une distance d'environ 32,600 Mpc (∼106 millions d'al), ce qui est à l'intérieur des valeurs de la distance de Hubble.